# 黃湘婷 (籃球運動員)
黃湘婷（1993年1月26日—）為臺灣女子籃球運動員，場上位置為中鋒，目前效力於電信女籃。

## 經歷
- 新北市立海山高級中學國中部籃球隊
- 新北市立海山高級中學籃球隊
- 國立臺灣師範大學籃球隊
- 中華電信女子籃球隊（2012年－）

## 個人年表
- 2011年
  - 大專籃球聯賽國立臺灣師範大學籃球隊
- 2012年
  - 第三十四屆威廉瓊斯盃國際籃球邀請賽女子組中華電信女子籃球隊
- 2015年
  - 第三十七屆威廉瓊斯盃國際籃球邀請賽女子組中華代表隊(白隊)[1]
  - 光州世大運中華女籃代表隊
- 2016年
  - 第三十八屆威廉瓊斯盃國際籃球邀請賽女子組中華代表隊(白隊)
- 2017年
  - 夏季世界大學生運動會中華女籃代表隊[2]

## 外部連結
- 黃湘婷在fiba.basketball（英语）
- 黃湘婷在fiba.basketball（英语）
- 黃湘婷在fiba.basketball（英语）
- 黃湘婷在archive.fiba.com（存檔）（英语）
- 黃湘婷在archive.fiba.com（存檔）（英语）
- 黃湘婷在archive.fiba.com（存檔）（英语）
- 黃湘婷在fiba3x3.com（英语）
- 黃湘婷在Eurobasket.com（球員）（英语）